# Caranguejeira
Caranguejeira est une ville portugaise appartenant au district de Leiria.
Se trouvant à une dizaine de kilomètres de Leiria, Caranguejeira a une superficie de 30,21 km2 pour une densité de 165,2 hab/km² avec pas moins de 4 992 habitants[réf. nécessaire], appelés les "Caranguejeirenses".
À noter que Caranguejeira a le statut de "ville" depuis le 12 juillet 2001.

## Cadre géographique
Appartenant à la municipalité et la région de Leiria, la ville de Caranguejeira occupe une superficie de 32,48 kilomètres carrés. La ville est située à l'est du district de Leiria. La freguesia doit faire face au nord de la freguesia de Colmeias à l'ouest de la freguesia de Santa Eufémia et Pousos, au sud de la paroisse Arrabal et de Santa Catarina da Serra, et les communes de l'est de Matas et Espite (appartenant à la municipalité de Ourém, district de Santarém) .

## Histoire
La paroisse de Caranguejeira a été détachée de la paroisse de Espite. L'année exacte est inconnue, mais tout porte à croire que c'est vers le début du XVIe siècle. Son patron est Saint-Christophe. En 1560, l'évêque D. Gaspar a étendu le domaine de la paroisse, l'annexant à plusieurs villages. En 1600, l'évêque D. Pedro de Castilho a annexé "os casaes da Longara" (actuellement Longra).

## Les villages appartenant à la paroisse
- Caldelas
- Canais
- Campinos
- Casal da Cruz
- Casal Vermelho
- Freiria
- Grinde

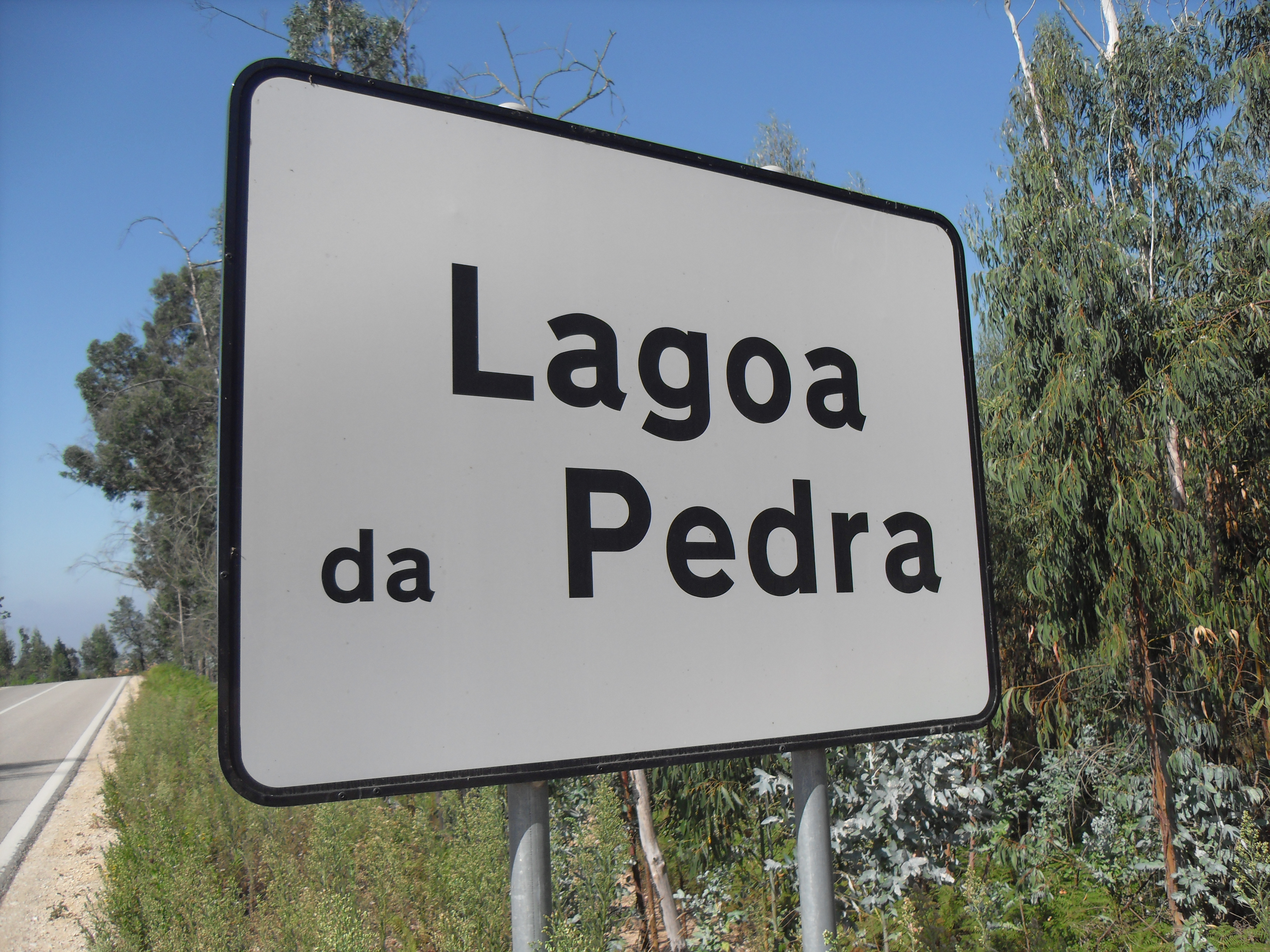
Panneau indiquant l'entrée du village

- Lagoa da Pedra (Une partie du village appartenant à la paroisse de Caranguejeira. Une autre partie appartient à la paroisse de Colmeias, Matas et de Espite)
- Lameiras
- Leão
- Longra
- Opeia
- Outeiro de Caldelas
- Palmeiria
- Pereiras
- Souto de Cima
- Souto do Meio
- Tubaral
- Vale Covo
- Vale da Catarina
- Vale da Rosa
- Vale Sobreiro

## Sports
- football : UD Caranguejeira (club amateur)

## Patrimoine

### Histoire
- Église

La principale église a cinq autels : l'un dédié à Saint Miguel, avec les images de ce saint, l'Esprit Saint, Saint Christophe et Saint Sébastien, le second est au Sacré-Cœur de Jésus et le troisième est consacré à Notre-Dame da Conceição, où sont aussi les images de Saint Antoine et Saint Braz, la chambre maintien l'image de Notre-Dame de Conceição réalisée en 1628, et le cinquième plus vénéré de Saint Miguel, Sainte Catherine et de Saint Vincent.
- Chapelle

Des chapelles sont présentes dans les villages suivants : Haut de Caranguejeira (St Vincent), Caldelas, Palmeiria et Souto de Cima. Il y a une autre présence du Casal Martelo. Il est situé à l'extrémité du village de Opeia mais est assez dégradé.
- Pont romain de Caldelas
- Maciço de escória daté de l'année 200 av. J.-C.
- Lapedo (Lagar Velho, ou on a trouvé le petit garçon O Menino da Lapedo même si elle est placée dans la freguesia commune de Santa Eufémia).
- Monument de Notre-Dame des chemins

Située à environ 13 km de Fátima (freguesia de Ourém), la ville est le théâtre de Caranguejeira le passage de centaines de pèlerins venus de pays du nord de l'édifice de Notre-Dame des chemins (en fait, Notre-Dame de Fátima a été fournie par le District de Cahora Bassa, au Mozambique, en revanche, est actuellement situé à Leão, village appartenant à la paroisse.

### Culture
- Groupe Folklorique de Soutos
- Groupe Folklorique "Roseiras" do Vale da Rosa
- Plusieurs associations
- Union Sportive de Caranguejeira
- Philharmonique de São Cristóvão

### Fêtes populaires et religieuses
- Saint Antoine, St Jean l'Évangéliste et St Sébastien (février)
- Immaculée conception et St Jean (juin)
- Notre-Dame de Lourdes et Notre-Dame das Graças (août)
- Notre-Dame du Rosaire (octobre)
- Saint Vincent, St Antoine (septembre)
- Tasquinhas (novembre)

### Foires
- Première foire : le 1er de chaque mois

## Infrastructures
piscine

## Routes
La paroisse de Caranguejeira est desservie, en plus de routes départementales et municipales ainsi que régionales.
- RN 350 : de Leiria à Albergaria dos Doze
- RN 357 : de Caranguejeira à RN113 (zones de Ourém, Tomar, Fátima et Leiria)

### Distances
- RN 350 : Leiria (12 km)
- RN 113,357 : Fátima (14 km)

### Bâtiments publics
- Bâtiment da Junta da Freguesia
- Centre paroissial
- Centre de jour et d'accueil pour les anciens (édifice St-Christophe)
- Piscines municipales
- Pavillon municipal
- Stade (Campo da Mata, stade du UD Caranguejeira)
- La construction de l'édifice philharmonique et du centre de santé (édifice St Christophe)
- Écoles de Caranguejeira